# Les Aventures de Buckaroo Banzaï à travers la 8e dimension
Pour plus de détails, voir Fiche technique et Distribution.
Les Aventures de Buckaroo Banzaï à travers la 8e dimension (The Adventures of Buckaroo Banzai Across the 8th Dimension) est un film américain réalisé par W. D. Richter, sorti en 1984.

## Synopsis
Buckaroo Banzai et son mentor, le Dr Tohichi Hikita, perfectionnent le "surpropulseur d'oscillation", un appareil qui permet à un objet de traverser la matière solide. Banzai le teste en conduisant sa Jet Car à travers une montagne. En transit, il se retrouve dans une autre dimension. Après être sorti de la montagne et revenu à sa dimension normale, il découvre qu'un organisme extraterrestre s'est attaché à sa voiture.
Le Dr Emilio Lizardo, incarcéré au Trenton Home for the Criminally Insane, voit un reportage télévisé sur le succès de Banzai. En 1938, lui et Hikita avaient construit un prototype de propulseur, mais il l'a testé avant qu'il ne soit prêt et est resté coincé entre les dimensions, où il a été attaqué par des extraterrestres jusqu'à sa libération. Réalisant que Banzai est entré avec succès dans la 8e dimension, Lizardo s'échappe de l'asile.
Banzai et son groupe de musique, "Les cavaliers de Hong Kong", se produisent dans une boîte de nuit lorsque Banzai interrompt leur intro musicale pour s'adresser à une femme déprimée dans le public, Penny Priddy. Au cours d'une chanson qu'il interprète spécialement pour elle, elle tente de se suicider, ce qui est confondu avec une tentative d'assassinat sur Banzai. Après l'avoir libérée sous caution, il se rend compte qu'elle est la sœur jumelle identique de sa défunte épouse, perdue depuis longtemps. Plus tard, lors d'une conférence de presse pour discuter de son expérience de voiture-fusée, du propulseur et du spécimen de vie extraterrestre / transdimensionnelle qu'il a obtenu en traversant la 8e dimension, Banzai est appelé au téléphone, où il reçoit un choc électrique. Simultanément, des hommes étranges perturbent l'événement et kidnappent Hikita. Lorsque Banzai reprend connaissance, son choc électrique lui permet de les reconnaître comme des extraterrestres humanoïdes, et il les poursuit. Il sauve Hikita et ils parviennent à échapper aux extraterrestres assez longtemps pour que les Cavaliers les sauvent.
Banzai et les Cavaliers retournent à l'Institut Banzai, où ils sont accueillis par John Parker, un messager de John Emdall, le chef des paisibles Lectroïdes noirs de la planète 10. Emdall, actuellement en orbite terrestre, explique qu'ils avaient été en guerre avec les Lectroïdes rouges hostiles pendant des années, réussissant à les bannir dans la huitième dimension. L'échec du test du propulseur par Lizardo en 1938 a permis au chef tyrannique des Lectroïdes, John Whorfin, de prendre le contrôle de Lizardo et de permettre à plusieurs dizaines d'autres de s'échapper. Parce que Banzai a perfectionné le propulseur, Emdall craint que Whorfin et ses alliés essaient de l'acquérir pour libérer les autres Lectroïdes rouges et chargent Banzai d'arrêter Whorfin; sinon, les Lectroïdes noirs simuleront une attaque contre la Russie pour déclencher une troisième guerre mondiale nucléaire qui anéantira les Lectroïdes rouges sur Terre ainsi que l'humanité.
Les Cavaliers suivent les Lectroïdes rouges jusqu'à Yoyodyne Propulsion Systems dans le New Jersey. Ils se rendent compte que l'émission d'Orson Welles de La guerre des mondes décrivait l'arrivée des Lectroids en 1938, bien que par la suite les Lectroids l'aient forcé à déclarer que c'était fictif. Yoyodyne a construit un vaisseau spatial pour traverser la huitième dimension, déguisé en nouveau bombardier de l'US Air Force. Alors que les Cavaliers planifient leur réponse, les Lectroïdes rouges pénètrent dans l'Institut et kidnappent Penny sans savoir qu'ils ont également capturé le propulseur qu'elle portait.
À Yoyodyne, Penny refuse de dire aux Lectroïdes rouges où se trouve le propulseur, et ils commencent à la torturer. Banzai entre seul dans le quartier général de Yoyodyne; les Cavaliers suivent, renforcés par plusieurs groupes des Blue Blaze Irregulars, des jeunes recrutés pour assister les Cavaliers en cas de besoin. Banzai sauve Penny et combat les Lectroïdes rouges, bien qu'elle soit blessée et inconsciente. Pendant que les Cavaliers s'occupent d'elle, Banzai et Parker se faufilent dans une nacelle du vaisseau spatial. En l'absence du propulseur de Banzai, Whorfin insiste pour qu'ils utilisent son modèle imparfait, qui ne parvient pas à effectuer la transition dimensionnelle; au lieu de cela, le vaisseau spatial Red Lectroid traverse le mur Yoyodyne et décolle dans l'atmosphère. Lord Whorfin éjecte la nacelle contenant Banzai et Parker de l'engin, mais ils parviennent à l'activer et à utiliser ses systèmes d'armes pour détruire Whorfin et les autres Lectroïdes rouges. Banzai revient en parachute sur Terre pendant que Parker retourne vers son peuple en utilisant la nacelle. La situation étant résolue et la guerre évitée, Banzai découvre que Penny est décédée des suites de ses blessures. Quand il va lui donner un dernier baiser, Emdall donne un autre bref choc à Banzai, faisant ainsi revivre Penny.

## Fiche technique
- Titre : Les Aventures de Buckaroo Banzaï à travers la 8e dimension
- Titre original : The Adventures of Buckaroo Banzai Across the 8th Dimension
- Réalisation : W. D. Richter
- Scénario : Earl Mac Rauch
- Production : Neil Canton, W. D. Richter, Dennis E. Jones et Sidney Beckerman
- Musique : Michael Boddicker
- Photographie : Fred J. Koenekamp
- Montage : George Bowers et Richard Marks
- Décors : J. Michael Riva
- Costumes : Aggie Guerard Rodgers
- Société de distribution : 20th Century Fox
- Pays d'origine : États-Unis
- Langue : anglais
- Format : Couleurs - 2,35:1 - Dolby - 35 mm
- Genre : Comédie, science-fiction
- Durée : 103 minutes
- Dates de sortie : 10 août 1984 (sortie limitée, États-Unis), 15 août 1984 (États-Unis), 29 janvier 1986[1] (France)

## Distribution
- Peter Weller (VF : Richard Darbois) : Buckaroo Banzaï
- John Lithgow (VF : Bernard Murat) : Lord John Whorfin / Dr Emilio Lazardo (Dr Emilio Lizardo en VO)
- Ellen Barkin (VF : Martine Meirhaeghe) : Penny Priddy
- Jeff Goldblum (VF : Guy Chapellier) : New Jersey
- Christopher Lloyd (VF : Jean-Pierre Moulin) : John Bigbooté
- Lewis Smith (VF : François Leccia) : Perfect Tommy
- Rosalind Cash (VF : Pauline Larrieu) : John Emdall
- Robert Ito (VF : Claude D'Yd) : le professeur Hikita
- Pepe Serna (en) (VF : Olivier Destrez) : Reno Nevada
- Ronald Lacey (VF : Jacques Feyel) : le président Widmark
- Matt Clark (VF : Jean-Pierre Leroux) : le secrétaire de la Défense McKinley
- Clancy Brown (VF : Michel Bedetti) : Rawhide
- William Traylor (VF : Jacques Brunet) : le général Catburd
- Carl Lumbly (VF : Pascal Renwick) : John Parker
- Vincent Schiavelli (VF : Jacques Ciron) : John O'Connor
- Dan Hedaya : John Gomez
- Mariclare Costello (VF : Claude Chantal) : la sénatrice Cunningham
- Bill Henderson (VF : Tola Koukoui) : Casper Lindley
- Damon Hines (VF : Emmanuel Garijo) : Scooter Lindley
- Billy Vera (VF : Georges Atlas) : Pinky Carruthers
- Laura Harrington (VF : Anne Rochant) : Mme Johnson
- Michael Santoro (VF : Vincent Violette) : Billy Travers (José en VF)
- Ken Magee (VF : José Luccioni) : Burt, le chasseur
- James Keane (en) (VF : Claude Nicot) : Bubba, le chasseur
- Jonathan Banks (VF : Philippe Peythieu) : le garde hospitalier que Lazardo tue en s'évadant
- John Ashton : le patrouilleur de l'autoroute
- Yakov Smirnoff (VF : Marcel Guido) : le conseiller à la sécurité nationale

## Box-office
- États-Unis : 6 254 148 $[2]
- France : 68 366 entrées[3]

## Autour du film
- L'actrice Jamie Lee Curtis avait tourné quelques scènes en tant que Sandra Banzaï, la mère de Buckaroo, mais ces dernières ont été supprimées au montage[4],[5].
- Une suite devait être tournée, The Adventures of Buckaroo Banzaï: Against the World Crime League, mais à la suite de l'échec du premier film, ce second opus a tout simplement été abandonné[6].
- Le film Ready Player One (2018) de Steven Spielberg fait référence au héros, Les Aventures de Buckaroo Banzaï à travers la 8e dimension y étant présenté comme le film préféré de Wade Watts[7].
- La série Stargate SG1 fait référence à Bukaroo Banzaï dans sa saison 9 épisode 3, le colonel Mitchell cite Bukaroo : "Wherever you go, there you are."

## Adaptation
Les Aventures de Buckaroo Banzai ont été adaptées en jeu vidéo d'aventure en 1984 sur Apple II, Atari 8-bit, Commodore 16, Commodore Plus/4, Commodore 64, DOS et ZX Spectrum.

## Distinctions
Sauf indication contraire, les informations mentionnées dans cette section peuvent être confirmées par la base de données cinématographiques IMDb,  présente dans la section « Liens externes ».
- Saturn Awards 1985 : nominations comme meilleur scénario (Earl Mac Rauch) et comme meilleur second rôle masculin (John Lithgow)
- Young Artist Awards 1985 : nominations comme meilleur long métrage d'aventure pour la famille et comme meilleur jeune acteur dans un rôle secondaire dans un long métrage (Damon Hines)
- Artios Awards 1985 : nomination comme meilleur casting pour un long métrage (Terry Liebling)